# 奧爾科科查湖 (庫爾帕瓦西區)
13°55′9.5″S 72°43′30.2″W / 13.919306°S 72.725056°W
奧爾科科查湖（Urququcha），是秘魯的湖泊，位於該國南部阿普里馬克大區，由格羅省的庫爾帕瓦西區負責管轄，該湖泊處於奇納科查湖以西。